# Накай Кадзуо
Нака́й Кадзуо́ (яп. 中井和夫, なかいかずお, МФА: [nakai̯ kad͡zu.o]; 24 жовтня 1948 —) — японський історик і політолог, славіст. Спеціаліст з нової і новітньої історії Росії, СРСР та України.

## Біографія
Народився в префектурі Тотторі. Випускних педагогічного факультету Токійського університету. Закінчив аспірантуру Відділу суспільних наук того ж університету. 1993 року став доцентом педагогічного факультету Токійського університету. 1995 року підвищений до професора. 1996 року став професором аспірантури Відділу культури Токійського університету.
Учасник 1—4-го міжнародних конгресів українців, професор Токійського університету Комаба (від 1994), президент Японської асоціації україністів (від 1994), редактор її органу «Ukraina Tsushin». У 1980—1982 роках був на стажуванні в Українському науковому інституті Гарвардського університету. Автор посібника з української мови для японців. Монографії японської мовою: «Sovieto minzoku Seisakushi» («Історія радянської національної політики», Токіо, 1988), «Taminzoku Kokka Soren no Shuen» («Розвал Радянського Союзу», Токіо, 1992), «Ukraina Nashonarizumu» («Історія українського націоналізму», Токіо, 1999). Автор численних статей японською мовою про новітню історію України та її сучасне політичне становище. Українською мовою: «Шевченко в Японії» («ЗНТШ», 1991, т. 214).

### Історія України
Співавтор «Історії Польщі, України та Балтійських країн» (1998) — першого япономовного видання, присвяченого історії України. Під впливом гіпотез Омеляна Прицака, виводив походження української державності від юдейського Хазарського каганату. Паралельно займався вивченням історії українського націоналізму і українського визвольного руху. За відсутності альтернативних академічних видань з історії України японською мовою, погляди Накая на історію України є панівним в середовищі японських інтелектуалів.

## Праці
Переклади
1. スターリンからブレジネフまで / アレク・ノーヴ[他]. — 刀水書房, 1983.4. — (刀水歴史全書 ; 18)

У співавторстві
1. スターリン時代の国家と社会 / 渓内謙,荒田洋. — 木鐸社, 1984.9. — (ソビエト史研究会報告 ; 第2集)
2. ロシア史の新しい世界 / 和田春樹. — 山川出版社, 1986.10

Монографії
1. ソヴェト民族政策史 / 中井和夫. — 御茶の水書房, 1988.9
2. ウクライナ語入門 / 中井和夫. — 大学書林, 1991.6
3. 多民族国家ソ連の終焉 / 中井和夫. — 岩波書店, 1992.8. — (岩波ブックレット ; no.265)
4. 連邦制国家解体の比較研究-ソ連とユーゴの場合- / 中井,和夫,東京大学. — 1995—1996
5. 連邦解体の比較研究 / 柴宜弘,中井和夫,林忠行. — 多賀出版, 1998.2
6. ウクライナ・ナショナリズム / 中井和夫. — 東京大学出版会, 1998.11
7. ポーランド・ウクライナ・バルト史 / 伊東孝之,井内敏夫,中井和夫. — 山川出版社, 1998.12. — (新版世界各国史; 20)